# معركة معرة النعمان (2016)
في 13 مارس 2016، شن مقاتلون جهاديون من جبهة النصرة وجند الأقصى هجوم ليلي على مقر الفرقة 13 في بلدة معرة النعمان. وفقاً لناشطين مؤيدين للمعارضة السورية على مواقع التواصل الاجتماعي، فإن جبهة النصرة هاجمت الفرقة 13 بعد أن رفع محتجين ومتظاهرين محليين علم الاستقلال السوري، بدلاً من راية الجهاد السوداء.
وقد تم اجتياح مقر الفرقة بعد معركة شرسة خلفت 7 قتلى من مقاتليها واختطاف 40 آخرين. وكان من بين الأسرى النقيب علي السلوم، وهو قائد لواء في الفرقة ونقيب منشق عن الجيش السوري. تم تسليم اثنين من مرافق التخزين التي يزعم أنها مليئة بصواريخ بي جي إم-71 تاو المضادة للدبابات الأمريكية الصنع إلى المهاجمين، وهو ما تنفيه الفرقة. كما تم اجتياح مستودعات الفرقة 13 في معرة النعمان وثلاث بلدات مجاورة؛ حيش، وخان شيخون وتل عاس. واستولي على عدد غير محدد من العربات المدرعة والدبابات.
ومع نهاية المعركة، أخلت الفرقة 13 جميع مواقعها في معرة النعمان وفرت إلى تركيا. لكن مع ذلك، خرج المدنيين المعارضين لما أقدمت عليه النصرة إلى الشوارع واقتحموا مقرها في المدينة، ونجحوا في إطلاق سراح بعض السجناء.